# Slukefter (Harreslev)
 For alternative betydninger, se Slukefter. (Se også artikler, som begynder med Slukefter)
Slukefter er en bebgyggelse beliggende syd for Klusgaard i det nordøstlige Harreslev. Stednavnet går tilbage til en kro, som eksisterede her fra 1726 til 1906. Stednavnet blev ikke fortysket og kaldes også på tysk for Slukefter. Stedet kaldtes tidligere også for Marielyst. 
Bortset fra de enkelte huse var området i mange år næsten ubeboet. Først i 1900-tallet blev området bebygget med især dobbelt- og parcelthuse. Det skyldes primært de mange flygtninge og fordrevne fra de tyske østområder, som efter anden verdenskrig kom til Sydslesvig. Efterhånden blev Harreslev by, Harreslevmark, Musbæk og Slukefter til et sammenhængende byområde. 